# 梅尼勒圣乔治
梅尼勒圣乔治（法語：Mesnil-Saint-Georges，法語發音：[mɛnil sɛ̃ ʒɔʁʒ]）是法国上法蘭西大區索姆省的一个市镇，位于该省南部偏东，和瓦兹省接壤，属于蒙迪迪耶区。

## 地理
梅尼勒圣乔治（49°38'21"N, 2°31'27"E）面积6.04 平方千米，位于法国上法蘭西大區索姆省，该省份为法国北部沿海省份，北起加来海峡省和北部省，西接滨海塞纳省和大西洋英吉利海峡，南至瓦兹省，东临埃纳省。
与梅尼勒圣乔治接壤的市镇（或旧市镇、城区）包括：阿扬库尔、鲁瓦约库尔、韦勒-佩雷讷、勒卡尔多努瓦、库尔特芒什、方丹苏蒙迪迪耶、蒙迪迪耶。

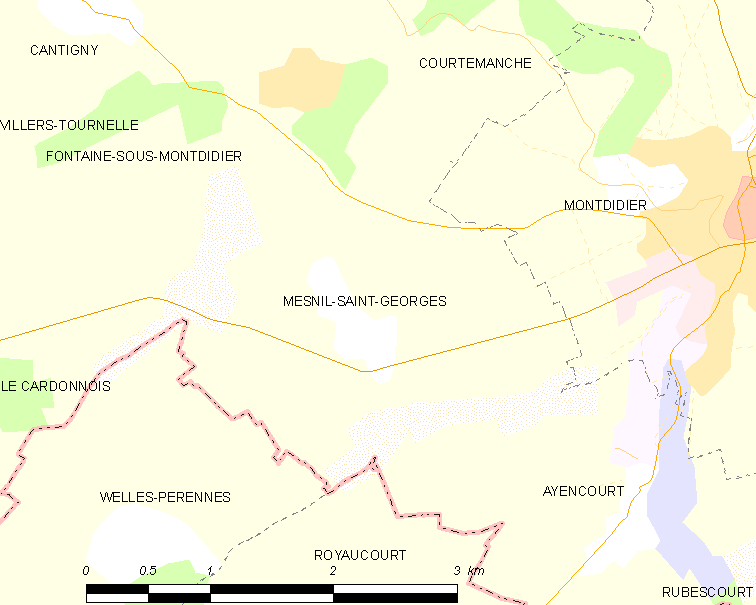
梅尼勒圣乔治的OSM定位图

梅尼勒圣乔治的时区为UTC+01:00、UTC+02:00（夏令时）。

## 行政
梅尼勒圣乔治的邮政编码为80500，INSEE市镇编码为80541。

## 政治
梅尼勒圣乔治所属的省级选区为鲁瓦县。

## 人口

1962-2008年间梅尼勒圣乔治人口变化图示

梅尼勒圣乔治于2022年1月1日时的人口数量为211人。